# Fuente esperanza
«Fuente esperanza» es el título del tercer sencillo del grupo español de rock Héroes del Silencio perteneciente a su álbum de estudio El mar no cesa, publicado en 1989. Fue el cuarto y último sencillo del álbum, y junto a «Flor venenosa», «Mar adentro» y «Agosto» forman el conjunto de cortes promocionales del álbum.
«Fuente esperanza» fue el corte número tres en la versión CD, así como en la versión en vinilo del álbum. El sencillo no contiene ninguna cara B adicional.
Fue una de las letras más crípticas y simbólicas del álbum, en donde Enrique Bunbury empezaría a basarse para componer su obra con Héroes. La letra toca temas recurrentes en su discografía posterior como la locura, la esperanza, los miedos humanos y el desamor.

## Lista de canciones
1. «Fuente esperanza»
2. «Fuente esperanza»

## Créditos
- Juan Valdivia — guitarra.
- Enrique Bunbury — voz y guitarra acústica.
- Joaquín Cardiel — bajo eléctrico y coros.
- Pedro Andreu — batería.